# Wiktor Olecki
Wiktor Olecki (* 9. September 1909 in Warschau; † 2. September 1981 ebenda) war ein polnischer Radrennfahrer und nationaler Meister im Radsport.

## Sportliche Laufbahn
Er startete für die Vereine Legia Warschau (1928–1933) und Iskra Warschau (1934–1936). Olecki wurde 1934 polnischer Meister im Straßenrennen und war zweimal Vize-Meister (1935 und 1936). Zweimal (1928 und 1936) wurde er Zweiter der heimischen Polen-Rundfahrt, bei der er in allen seinen Teilnahmen vier Etappen gewinnen konnte. Im Jahr 1936 trat er für Polen bei den Olympischen Sommerspielen in Berlin an. Sowohl im Straßenrennen als auch mit der Mannschaft kam er jedoch nicht in die Wertung.